# Lucas Vázquez
Lucas Vázquez Iglesias (* 1. Juli 1991 in Curtis) ist ein spanischer Fußballspieler, der seit der Saison 2015/16 bei Real Madrid unter Vertrag steht.

## Karriere

### Vereine
Vázquez begann seine Karriere bei CD Curtis und dem FC Ural, bevor er 2007 in die Jugendabteilung von Real Madrid wechselte. Dort durchlief er bis 2010 alle Jugendabteilungen und rückte zur Saison 2010/11 zunächst in die Dritte Mannschaft auf. Ein Jahr später wurde Vázquez schließlich in die Zweite Mannschaft beordert. Nach zwei Spielzeiten in der drittklassigen Segunda División B stieg er mit seinem Team zur Saison 2012/13 in die Segunda División auf. Durch gute Leistungen in der Zweiten Mannschaft konnte sich Vázquez für die Erste Mannschaft empfehlen, bei der er am 30. und 33. Spieltag der Saison 2013/14 erstmals in der Primera División auf der Bank saß, aber nicht eingewechselt wurde.
Nach dem Abstieg der Zweiten Mannschaft in die Segunda División B wechselte Vázquez zur Saison 2014/15 auf Leihbasis zum Erstligisten Espanyol Barcelona. Er debütierte am 30. August 2014 in der Primera División, als er bei der 1:2-Niederlage gegen den FC Sevilla am 2. Spieltag in der 59. Spielminute für Salva Sevilla eingewechselt wurde. Sein erstes Tor erzielte er am 5. Oktober 2014 beim 2:0-Heimsieg gegen Real Sociedad am 7. Spieltag. Im weiteren Verlauf der Saison entwickelte sich Vázquez zum Stammspieler und stand bei 30 seiner insgesamt 33 Ligaeinsätze in der Startelf, wobei er drei Tore erzielte. Am 3. Juni 2015 wurde Vázquez fest verpflichtet und mit einem Vertrag bis zum 30. Juni 2019 ausgestattet.
Nachdem Espanyol Vázquez fest verpflichtet hatte, zog Real Madrid einen Monat später eine Rückkaufoption und stattete ihn zur Saison 2015/16 mit einem Vertrag über fünf Spielzeiten bis zum 30. Juni 2020 aus. In
seiner ersten Saison nach der Rückkehr gewann er mit Real Madrid die UEFA Champions League 2015/16. Im Finale kam er in den letzten 43 Minuten zum Einsatz und erzielte einen Treffer im Elfmeterschießen. Nicht minder erfolgreich war sein Einsatz in der Primera División. Obwohl er überwiegend als Einwechselspieler eingesetzt worden war, standen am Saisonende vier Treffer und acht Vorlagen auf seinem Konto. Daraufhin wurde er von Vicente del Bosque in den Kader der spanischen Nationalmannschaft berufen.

### Nationalmannschaft
Bei der Europameisterschaft 2016 in Frankreich wurde er in das Aufgebot Spaniens aufgenommen, ohne vorher einmal berücksichtigt worden zu sein. Im letzten Vorbereitungsspiel am 7. Juni gegen Georgien gab er sein Debüt als Rechtsaußen. Bei der EM saß er zunächst nur auf der Bank, im Achtelfinale kam er dann in der Schlussphase beim Stand von 1:0 für Italien zum Einsatz. Das Spiel konnte nicht mehr gedreht werden und Spanien schied aus.

## Erfolge
International

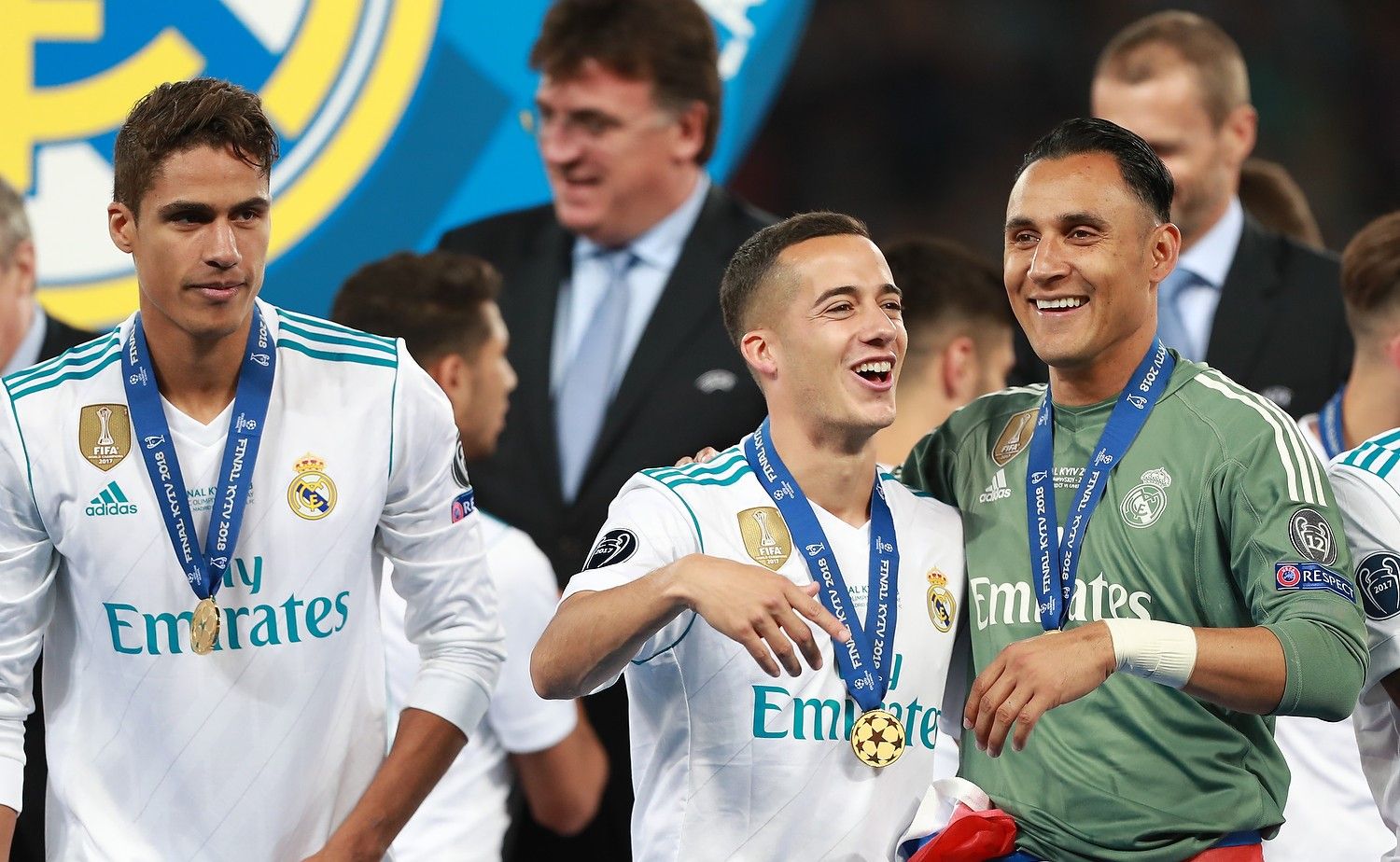
Vázquez mit Raphaël Varane (l.) und Keylor Navas (r.) nach dem Gewinn der Champions League (2018)

- Champions-League-Sieger (5): 2016, 2017, 2018, 2022, 2024
- Klub-Weltmeister (3): 2016, 2017, 2018
- Interkontinental-Pokalsieger: 2024
- UEFA-Super-Cup-Sieger (4): 2016, 2017, 2022, 2024

Spanien
- Meister (4): 2017, 2020, 2022, 2024
- Pokalsieger: 2023
- Supercupsieger (4): 2017, 2020, 2022, 2024
- Aufstieg in die Segunda División: 2012